# ファイターズ讃歌
「ファイターズ讃歌」（ファイターズさんか）は、日本プロ野球のパシフィック・リーグに所属する北海道日本ハムファイターズの球団歌・公式応援歌である。1977年（昭和52年）発表・制定。

## 解説
日拓ホームフライヤーズを日本ハムが買収し、球団名を日本ハムファイターズに改めて再出発を切ることになったあと、しばらくは球団歌がない状態であったが、1977年に公式球団歌として「それゆけぼくらのファイターズ」が制定され、B面だったこの曲も公式には表記されなかったが事実上の球団歌として愛されることとなる。
特定の地名や企業名が歌詞に含まれていないため、2004年（平成16年）シーズンより球団本拠地を東京都から北海道へ移転した際も継続して使用されている。
セントラル・リーグと比べて歴史的に球団買収や名称変更が多いパシフィック・リーグ加盟6球団の中では、現存する最古の球団歌である。日本野球機構（NPB）加盟の12球団全体でも1936年（昭和11年）制定の「阪神タイガースの歌（六甲おろし）」、1963年（昭和38年）制定の「巨人軍の歌（闘魂こめて）」に次ぎ3番目に古い。
2009年（平成21年）2月26日より、ファイターズ二軍本拠地のファイターズ鎌ケ谷スタジアムがある千葉県鎌ケ谷市の地域活性化策の一環として、同市内にある東武野田線（東武アーバンパークライン）の鎌ヶ谷駅と新鎌ヶ谷駅で発車メロディに使用されている。計2種類のパターンがあり、鎌ヶ谷駅の上り線ホーム（柏方面）と新鎌ヶ谷駅の下り線ホーム（船橋方面）、鎌ヶ谷駅の下り線ホームと新鎌ヶ谷駅の上り線ホームで同じパターンが使われている。

### 歌唱

#### ささきいさお
1977年の発表時はアニメソングで有名なささきいさおの歌唱で日本コロムビアよりシングルレコードが発売されたが、このレコードのA面はささきとこおろぎ'73の歌唱による「それゆけぼくらのファイターズ」で、B面に「ファイターズ讃歌」が収録されていた。ジャケットの記載では「それゆけ～」のみ「球団歌」とされていたが、「それゆけ～」が当時球団がファン獲得のメインターゲットとしていた子供達向けの幼稚な歌詞であったこともあって「讃歌」の方が広く愛されることとなり、現在は「ファイターズ讃歌」が球団歌で「それゆけぼくらのファイターズ」は応援歌とされている。ささきのバージョンは日本ハムの本拠地が1988年（昭和63年）にそれまでの後楽園球場から東京ドームに代わって以降も引き続き演奏されていた。同年、テレビ朝日『ニュースステーション』のプロ野球キャンプ情報で、この年に入団した芝草宇宙と島田直也の「SSコンビ」がコーナーの締めとして本楽曲のサビを歌唱していたことがある。またその頃のスタンドの応援スタイルとして、現在の様に選手ごとの曲というものは殆ど無く、日本ハムの攻撃の各回の先頭バッターには当時から応援曲があった田中幸雄を除いて必ずファイターズ讃歌のサビ部分の演奏で応援していた。

#### 速水けんたろう
2000年（平成12年）には新たに速水けんたろうのカバーが発表され、テイチクより発売された公式応援歌「輝け! 未来へ 〜Hit&Run〜」のCDに収録された。この速水歌唱のバージョンは2004年の北海道移転後も札幌ドームで引き続き演奏されていたが、2007年（平成19年）には速水の歌唱で演奏をアレンジしたバージョンが日本クラウンよりマキシシングルとして発売され、この時に正式に公式球団歌の表記が添えられるようになった。しかし、速水が2011年（平成23年）7月16日に自動車運転で人身事故を起こした責任を取って芸能活動自粛を表明したことを受け、暫定措置としてオリジナルカラオケバージョンが使用されていた。

#### 上杉周大
2014年（平成26年）から、3代目として札幌市出身の上杉周大（THE TON-UP MOTORS）のカバーバージョンが使用され、VAPよりマキシシングルとして発売された。

#### 雪ミク
2015年（平成27年）6月9日～11日の試合では、北海道の応援キャラクターである雪ミクとのコラボイベントが行われ、ラッキーセブンにはミクが踊るアニメーションPVとともにわか/IMBK編曲による「雪ミクver」が使用された。コラボ終了後もホームゲームでは不定期に上杉バージョンに代わって使用されているが、2019年現在音源の販売はされていない。

#### 怒髪天
2018年（平成30年）、球場イベント「北海道シリーズ2018 HOKKAIDO be AMBITIOUS」のシリーズアンバサダーに北海道出身のバンドである怒髪天が選ばれ、カバーバージョンが同年7月19日にYouTubeで公開された。

7月20日の試合で怒髪天がライブで歌唱して以降、ホームゲームでは不定期に上杉バージョンに代わって使用されている。
2019年シーズンは、ホームゲーム三連戦の場合上杉・雪ミク・怒髪天の各バージョンが一試合ずつ使用されることが通例となっている。なお、ビジターゲームでは2014年以降上杉バージョンのみが使用されている。

## 収録曲
1. それゆけ ぼくらのファイターズ
作詞・作曲 - 石原美代子、補作詞・補作曲 - 中村泰士、編曲 - 高田弘
2. ファイターズ讃歌
作詞 - 石原信一、作曲 - 中村泰士、編曲 - 高田弘